# Historic American Buildings Survey
Historic American Buildings Survey (HABS), Historic American Engineering Record (HAER) und Historic American Landscapes Survey (HALS) sind Programme, die der National Park Service ins Leben gerufen hat, um historische Orte und Objekte zu dokumentieren. Dabei werden Aufzeichnungen angefertigt, die vermaßte Zeichnungen, Grundrisse und Lagepläne, Archivphotographien und Beschreibungen in Textform enthalten.
1933 gründete der National Park Service auf Vorschlag des damals jungen angestellten Landschaftsarchitekten Charles E. Peterson den Historic American Buildings Survey. Er wurde als Arbeitsbeschaffungsmaßnahme gegründet, um während der Weltwirtschaftskrise arbeitslos gewordene Architekten, Zeichner und Photographen zu beschäftigen. Durch Anweisungen aus Washington, D.C. angeleitet wurden die ersten HABS-Berichterstatter mit der Aufgabe versehen, eine repräsentative Sammlung des US-amerikanischen Kulturerbes zu dokumentieren. Durch die Schaffung eines Archives der historischen Architektur in den Vereinigten Staaten, trug der HABS eine Datenbank zusammen, die der aufkommenden Bewegung des Denkmalschutzes als primäre Quelle diente.
Das Programm Historic American Engineering Record wurde am 10. Januar 1969 durch den National Park Service und die American Society of Civil Engineers ins Leben gerufen. Der HAER beschreibt historische mechanische und ingenieurtechnische Artefakte. Seitdem wird das kombinierte Programm typischerweise als HABS/HAER bezeichnet. In heutiger Zeit werden die HABS/HAER-Projekte zumeist durch Studenten abgewickelt, entweder während der Sommermonate oder zum Erwerb von Scheinen im Studium.
Im Oktober 2000 gründete der National Park Service und die American Society of Landscape Architects ein ständiges Schwesterprogramm, den Historic American Landscapes Survey, der sich mit der systematischen Dokumentation historischer Landschaften in den Vereinigten Staaten befasst. Ein Vorläufer dieses kurz als HLAS bezeichneten Projektes war das Historic American Landscape and Garden Project (HALGP). Dabei wurden zwischen 1935 und 1940 historische Gärten in Massachusetts aufgezeichnet. Dieses Projekt wurde durch die Works Progress Administration (WPA) finanziert, die Verwaltung und die Sammlung der Aufzeichnungen war aber dem HABS zugeordnet.
Die im Rahmen von HABS/HAER/HALS erstellten Dokumentationen werden von der Library of Congress gesammelt. Als Werke der Bundesregierung der Vereinigten Staaten sind die Aufzeichnungen von HABS/HAER/HALS Public Domain.

## Galerie

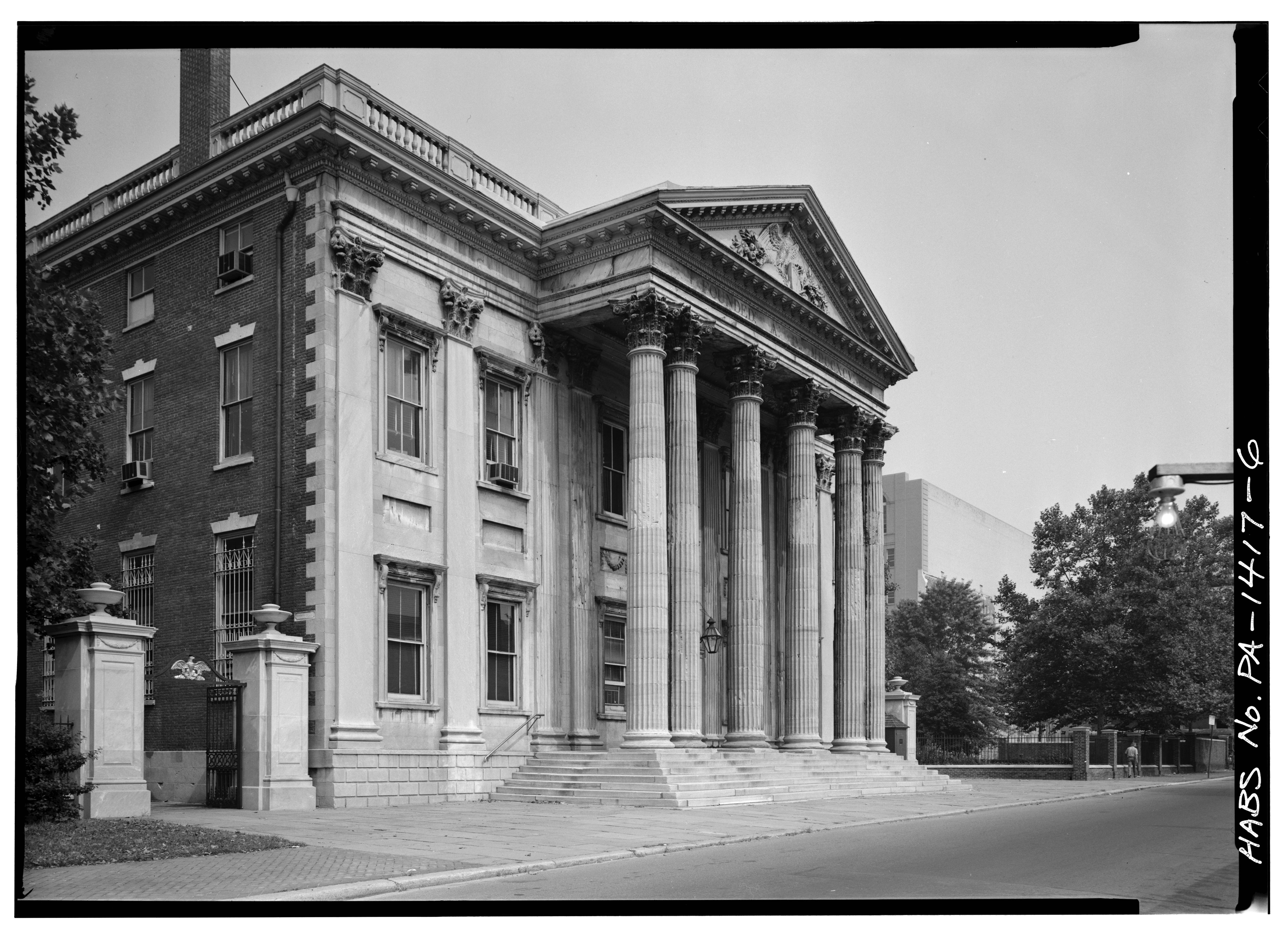
HABS-Photographie: First Bank of the United States, Philadelphia (Rand mit der HABS-Nummer)
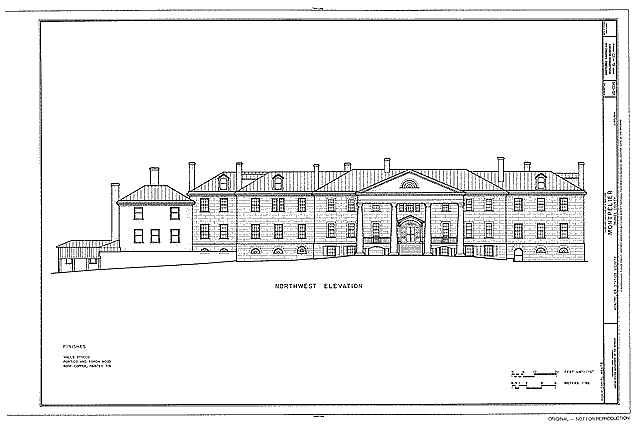
HABS-Zeichnung: James Madison’s Montpelier
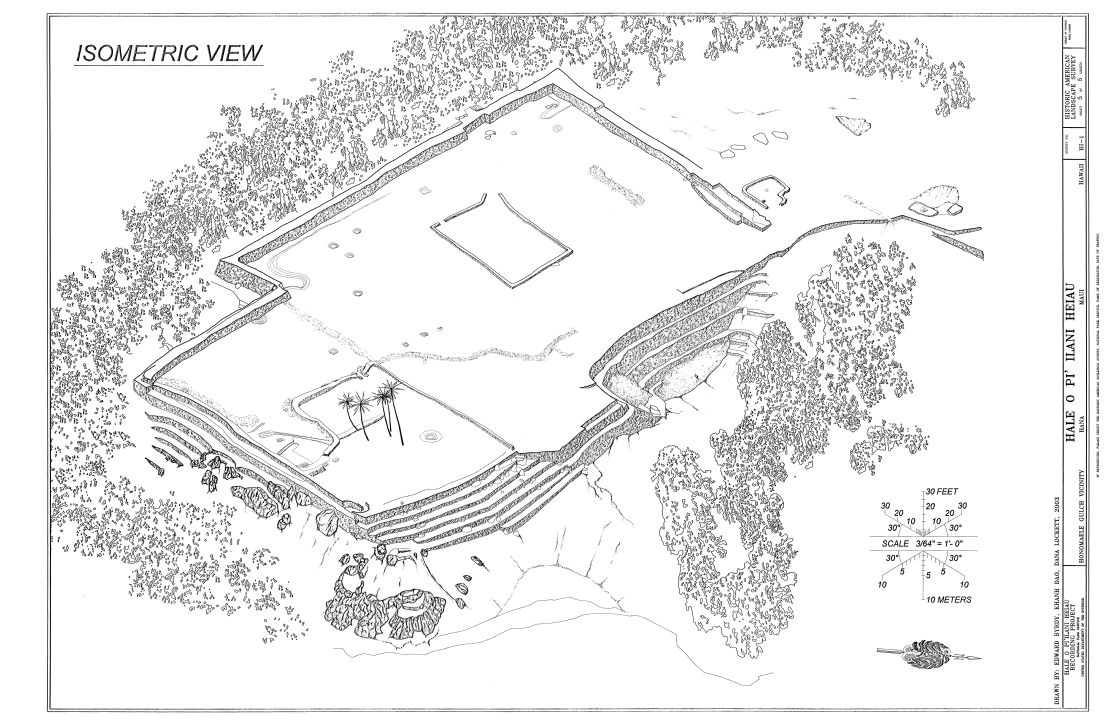
HALS-Zeichnung: Hale O Piʻ Ilani Heiau, Maui
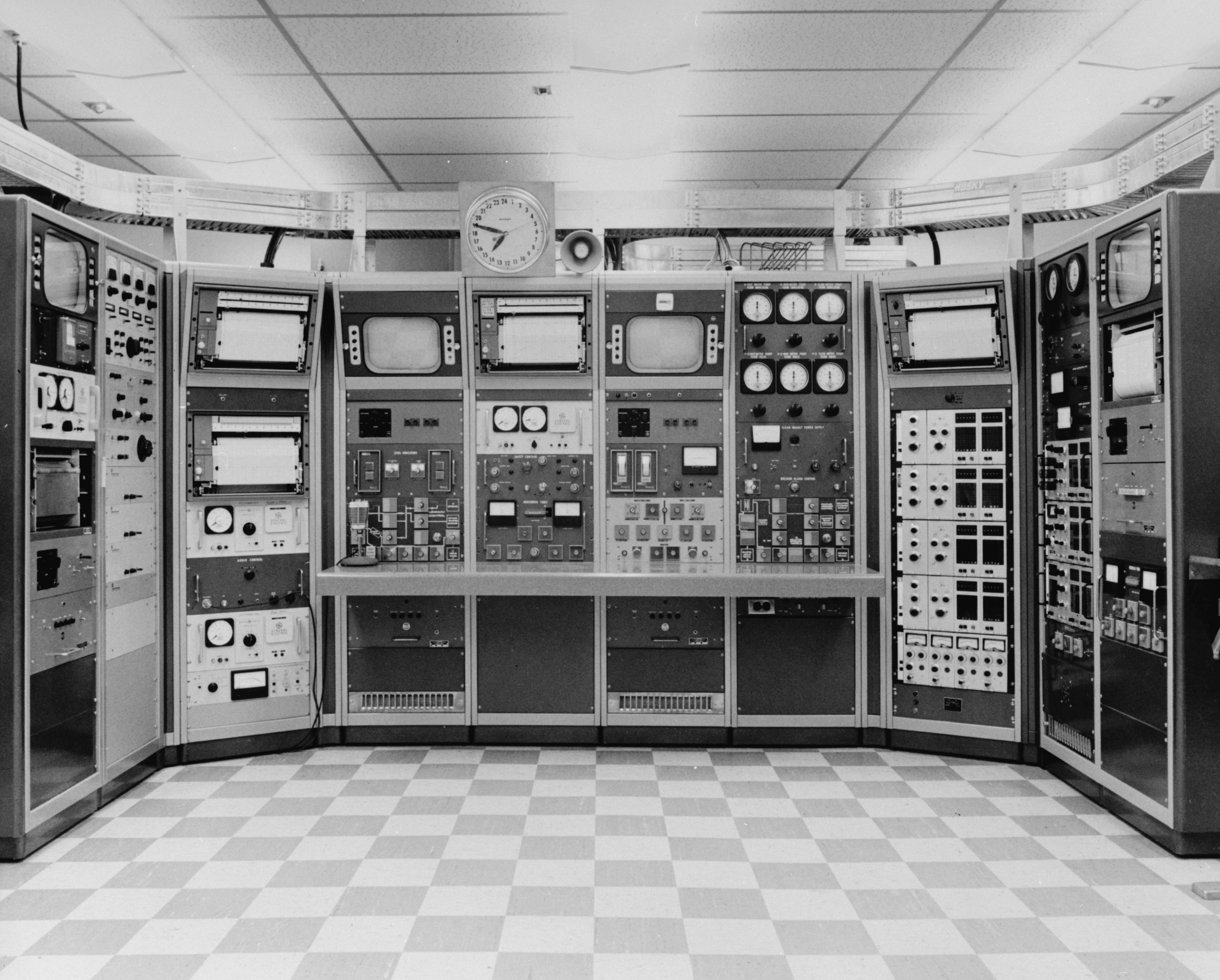
HAER-Photographie: Kontrolltafel im Critical Mass Laboratory, Rocky Flats Plant, Colorado
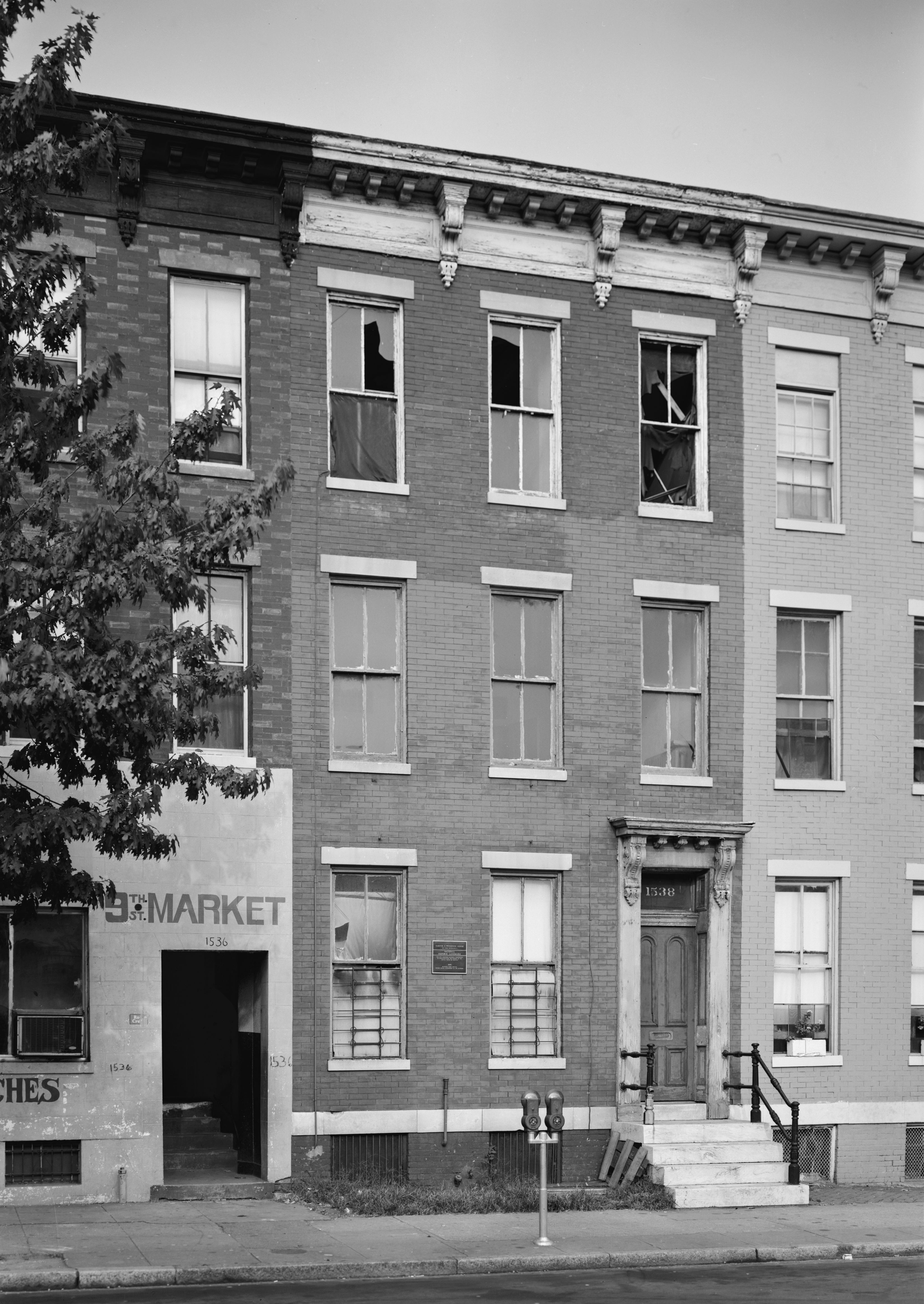
HABS-Photographie: Carter G. Woodson Home National Historic Site, Washington, D.C.
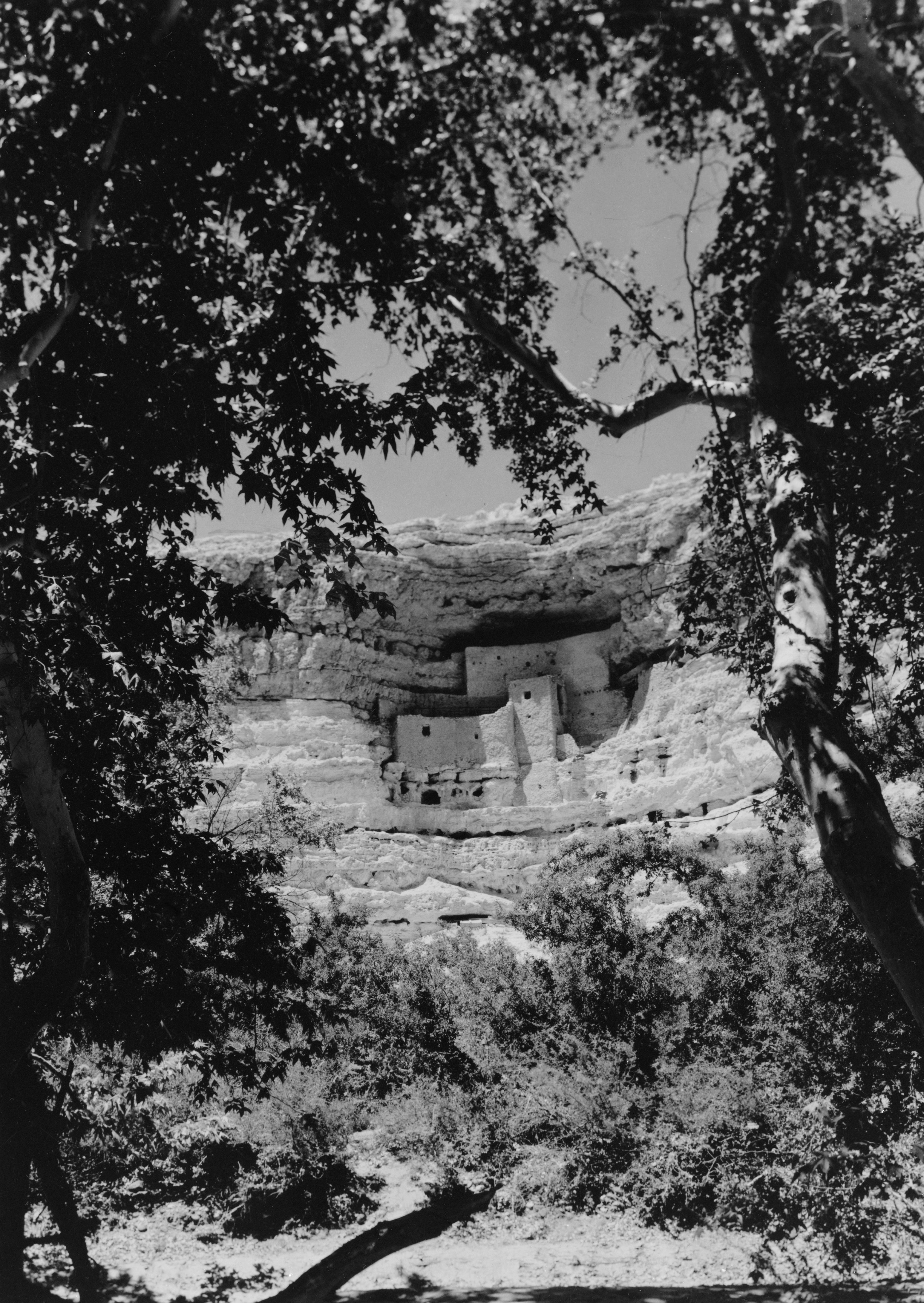
HABS-Photographie: Montezuma Castle National Monument, um 1400, Arizona